# Belgisch monument (Cadier en Keer)

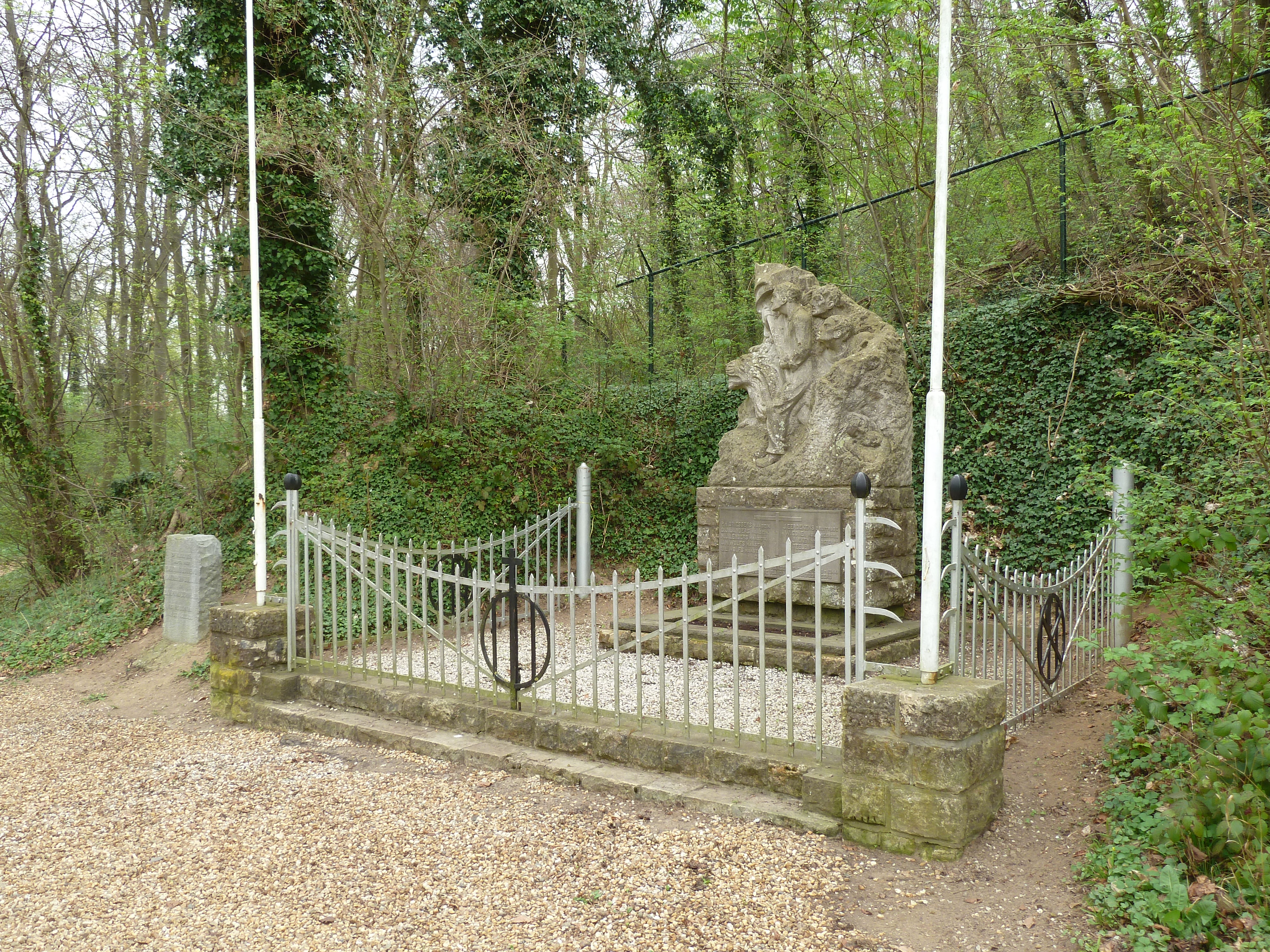
Het Belgisch monument in zijn omgeving (2014)

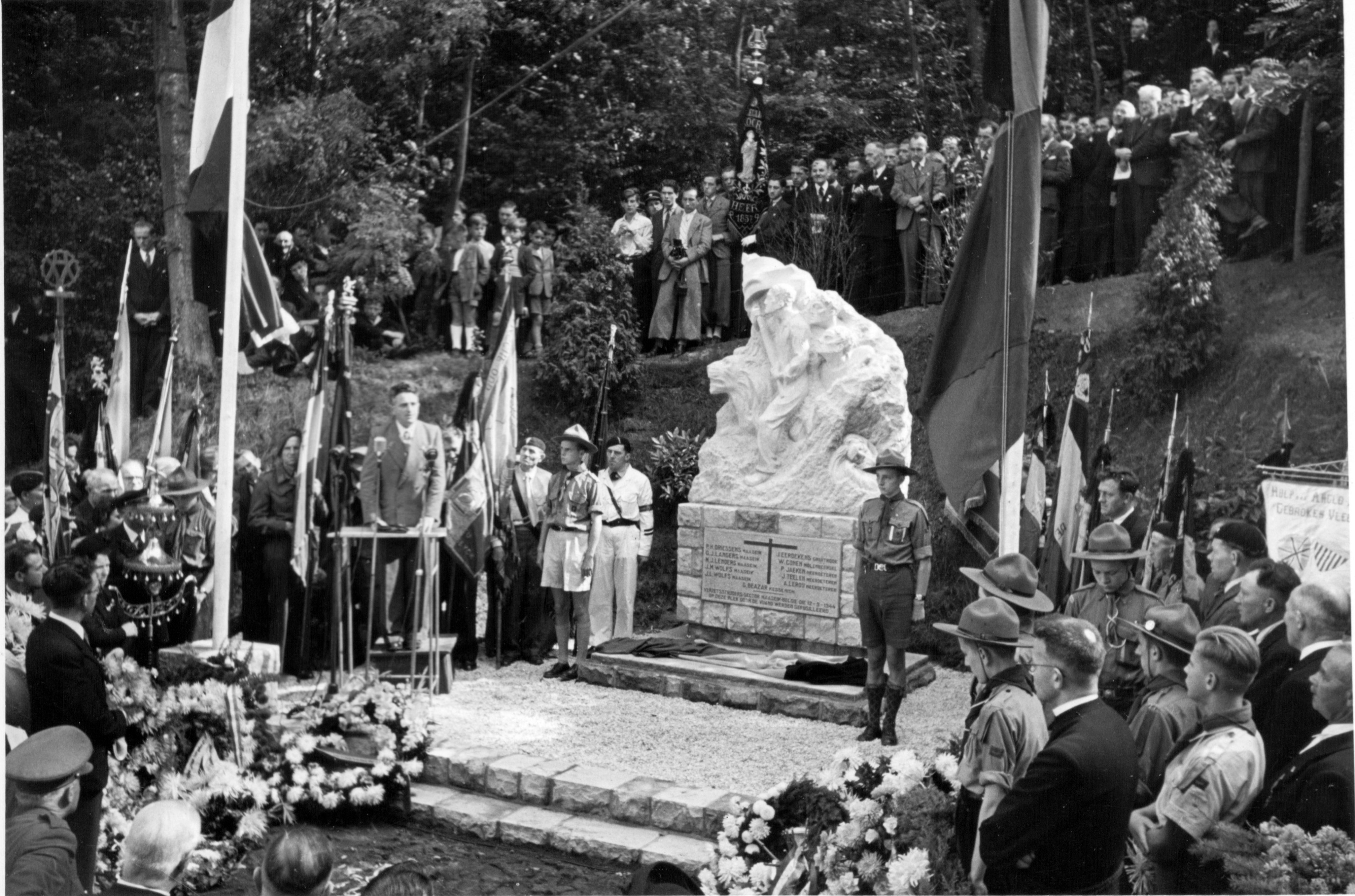
De onthulling op 12 september 1948

Het Belgisch monument is een oorlogsmonument aan de Pater Kustersweg in Cadier en Keer in de Nederlandse gemeente Eijsden-Margraten. Het monument gedenkt de verzetslieden van het Geheime Belgische leger die hier gefusilleerd werden tijdens de Tweede Wereldoorlog in 1944. Het gedenkteken werd onthuld in 1948.
Het gedenkmonument ligt op het landgoed Heerdeberg in buurtschap Berg. Naast het oorlogsmonument staat het Vlaams monument, deze gedenksteen herdenkt het bezoek van de Belgische koning Boudewijn op 11 juli 1959.

## Geschiedenis
Begin september 1944 zouden er in de bossen bij het Belgische Rekem wapens en munitie gedropt worden voor het Geheime Belgische leger. De verzetsmensen werden echter door een overmacht aan Duitse soldaten gearresteerd. Ze kwamen uiteindelijk in Maastricht terecht. Op 12 september 1944 werden elf verzetsmensen in het groen bij Huize Sint-Jozef gefusilleerd en een Rus die wilde ontsnappen werd neergeschoten. Twee dagen later werden de lichamen van de verzetslieden gevonden in een graf onder een laagje mergel en wat takken. Het lijk van de Rus werd verderop gevonden.
Op 12 september 1948 werd het beeld onthuld, voorafgegaan door een plechtige Hoogmis in het openluchttheater in het park van Huize Sint-Jozef.

## Beeld
Het beeld is van de hand van beeldhouwer Jean Weerts en is opgetrokken in Vaurionsteen (Franse kalksteen). Het heeft de afmetingen van drie meter hoog (inclusief voetstuk) en twee meter breed. Het beeld stelt de ondergrondse strijd voor in een beeldengroep bestaande uit een naar voren springende leeuw, drie verzetsstrijders in aanvallende houding, een treurende vrouw met kind, samen afgebeeld op een verwoesting.
De tekst van het moment luidt:

PIERRE H. DRIESSENS MAASEIK              JOZEF EERDEKENS GRUITRODE
GUILLAUME L. LANGERS MAASEIK         WILLEM CONEN MOLENBEERSEL
MATIEU J. LENDERS MAASEIK                  PIETER JAEKEN NEEROETEREN
JEAN M. WOLFS MAASEIK                    JACQUES TEELEN NEEROETEREN
JULES L. WOLFS MAASEIK                       ALFONS LEROY NEEROETEREN
GUSTAAF BEAZAR UIT KESSENICH

VERZETSSTRIJDERS SECTOR MAASEIK-BELGIE DIE 12-9-1944
OP DEZE PLEK DOOR DE VIJAND WERDEN GEFUSILLEERD.